# Żelazowa Wola
Żelazowa Wola este un sat al comunității Sochaczew, voievodatul Mazovia, în partea central-estică a Poloniei. Se află pe râul Utrata, la aproximativ 8 kilometri nord-est de Sochaczew și 46 km vest de Varșovia. Żelazowa Wola are o populație de 65 de locuitori.
Satul este locul de naștere al compozitorului și pianistului polonez Frédéric Chopin. Este cunoscut pentru peisajul pitoresc masovian, încluzând numeroase râuri înconjurate de numeroase sălcii si dealuri.
În 1909, pentru sărbătorirea centenaturului nașterii lui Chopin, compozitorul rus Serghei Lyapunov a compus poemul simfonic Zhelazova Vola (Żelazowa Wola), op. 37 (rusă : Желязова-Воля), "În memoria lui Chopin".

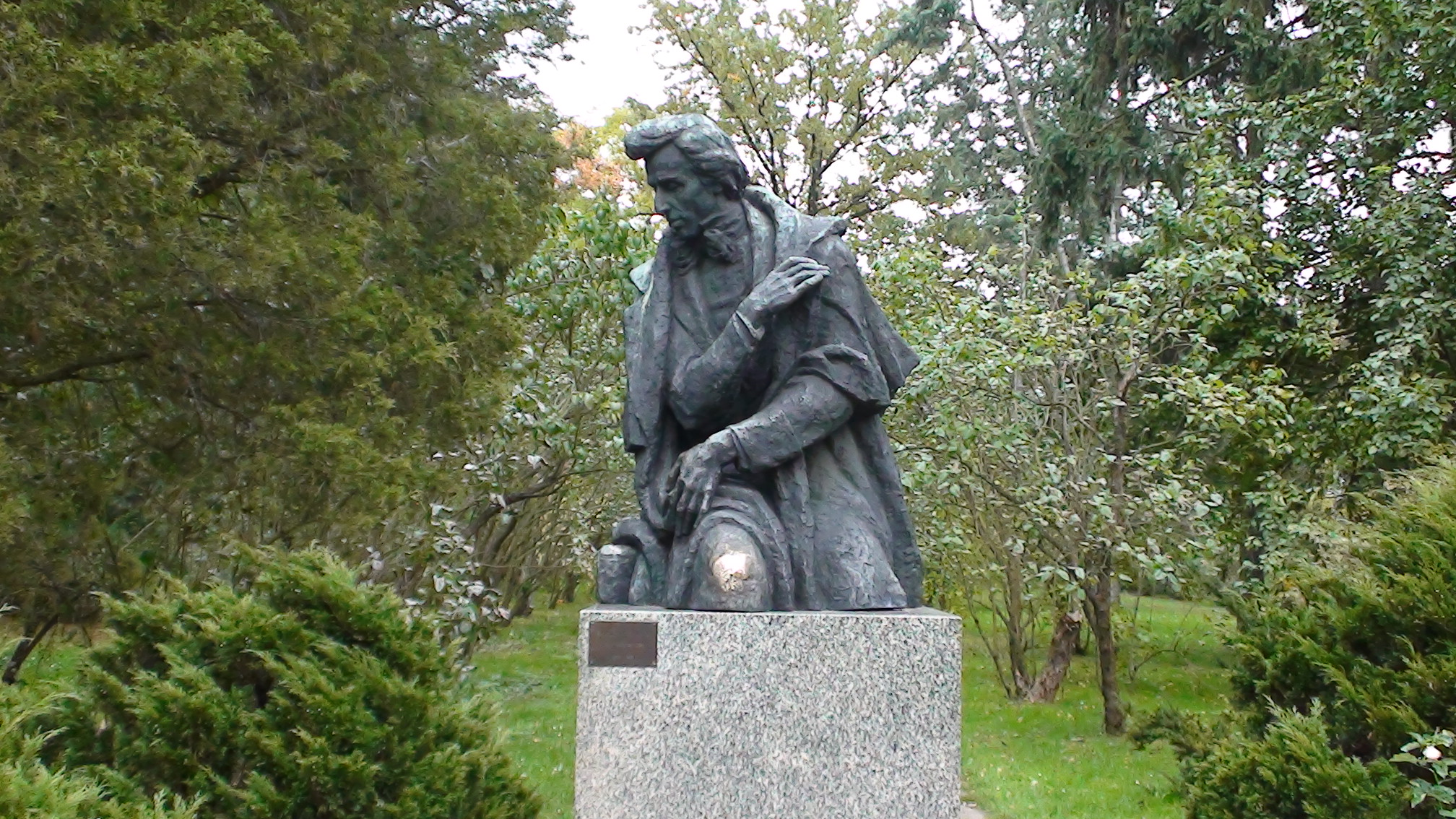
Monumentul lui Chopin în Żelazowa Wola, de Józef Gosławski

Găzduită într-o anexă, casa lui Chopin, înconjurată de un parc, este un muzeu devotat compozitorului. În timpul verii, concertele pe muzica lui sunt interpretate de pianiști din întreaga lume, care cântă înăuntrul casei. Într-un parc adiacent este un monument al lui Frédéric Chopin, construit de sculptorul polonez Józef Gosławski.

## Personalități născute aici
- Frédéric Chopin (1810 - 1849), compozitor romantic;
- Henryk Szeryng (1918 - 1988), violonist evreu, stabilit în Mexic.